# Fernando d'Àvila

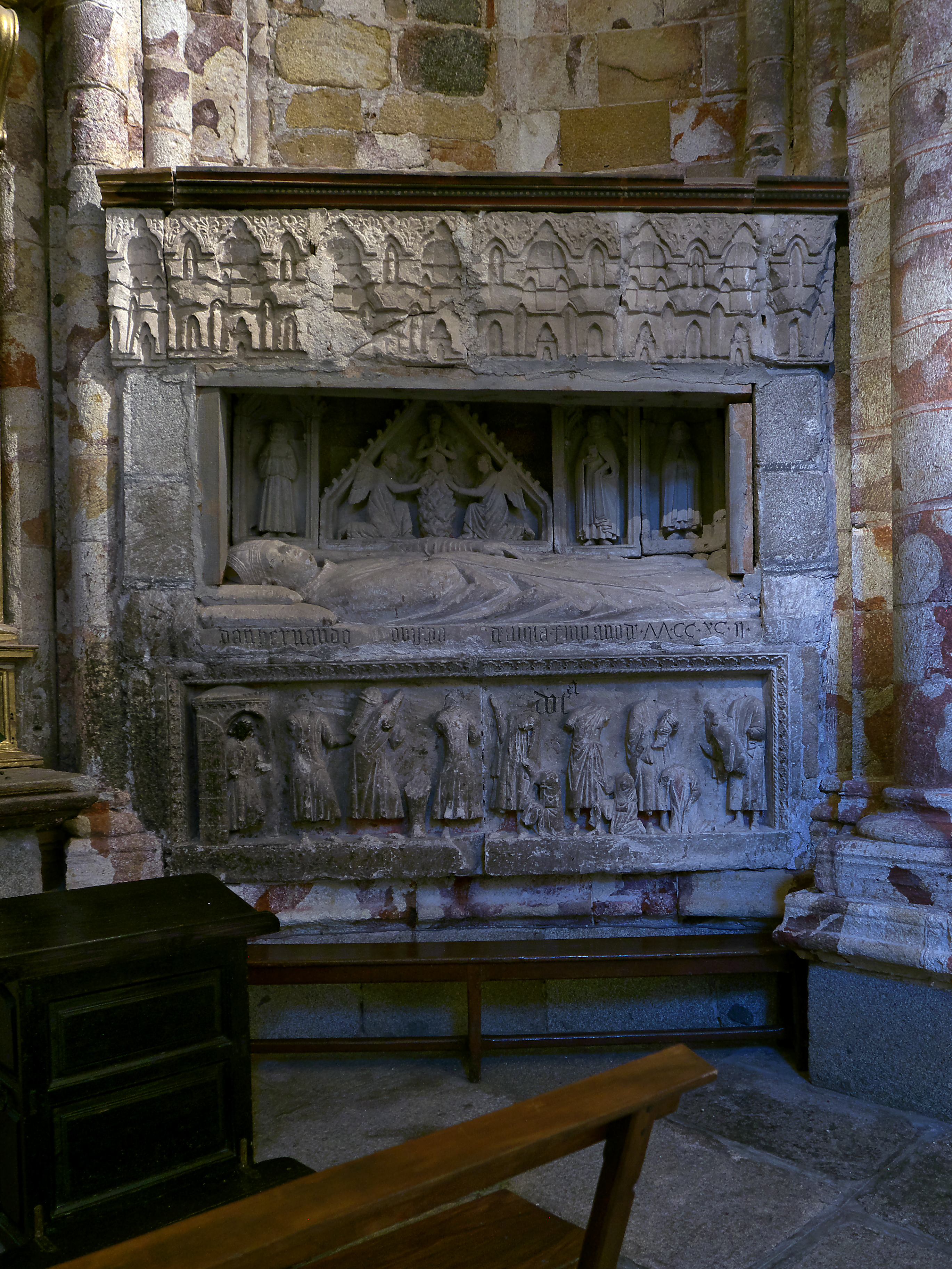
Sepulcre del bisbe Fernando I a la catedral d'Àvila.

Fernando fou un religiós castellà, que esdevingué bisbe d'Àvila entre 1284 i 1292, citat com a Fernando I, per ser el primer d'aquest nom.
Se'n desconeix el cognom, però va ser nomenat bisbe d'Àvila durant el regnat de Sanç IV de Castella, a la mort d'Aymar, que havia estat conseller d'Alfons X, i havia criticat al rei Sanç, quan encara infant, a causa de la seva actitud reprovable envers el seu pare. Malgrat ser el bisbe d'Àvila, Fernando va romandre a la cort, establerta a Valladolid el 1290, com a companyia i conseller de Sanç IV. Probablement va morir allà, el 15 d'agost de 1292, l'any següent apareix documentat el seu successor Pedro González Luján. Fou enterrat a la catedral d'Àvila, a l'altar de Sant Nicolau; el seu epitafi és una de les poques notícies que hi ha d'ell.
D'altra banda, malgrat estar allunyat de la seu episcopal, continuen havent-hi moviments de la corona per afavorir la ciutat d'Àvila: el rei va donar rendes per fer les reparacions pertinents a les basíliques i esglésies de la ciutat i, d'altra banda, va fer un padró dels jueus i musulmans que vivien allà, que havien crescut en nombre, per tal de garantir el correcte pagament de delmes.